# Les Terres creuses
Les Terres creuses est une série de bande dessinée de science-fiction scénarisée par Luc Schuiten et dessinée par son frère François Schuiten. Elle a d'abord été éditée chez Les Humanoïdes Associés puis chez Casterman. 

## Albums
- Les Terres creuse, Les Humanoïdes Associés :

1. Carapaces; 1980.
2. Zara, 1985.
3. Nogegon, 1990. Le tome 3 est écrit selon des caractéristiques de l'OuBaPo.